# Walace
Walace Souza Silva (Salvador, Brasil; 4 d'abril de 1995), conegut com a Walace, és un futbolista brasiler que juga com a migcampista defensiu al Grêmio Foot-Ball Porto Alegrense de la Primera Divisió del Brasil.

## Internacional

### Juvenils
Walace ha estat part de la selecció del Brasil en les categories juvenils sub-20 i sub-23.
En el 2015, va disputar el Campionat Sud-americà Sub-20, a l'Uruguai, va jugar 5 partits, tots com a titular, i van classificar a la Copa Mundial. Però no va ser convocat per ser part del Mundial, certamen en què Brasil va aconseguir el subcampionat.

#### Participacions en juvenils
| Competició                           | Seu     | Resultat   | Partits | Gols |
| ------------------------------------ | ------- | ---------- | ------- | ---- |
| Sud-americà Sub-20 de 2015           | Uruguai | Quart lloc | 5       | 0    |
| Jocs Olímpics de Rio de Janeiro 2016 | Brasil  | Campió     | 4       | 0    |

### Absoluta
El 29 d'abril de 2016 va ser reservat per primera vegada per Dunga, en un planter preliminar de la Copa Amèrica Centenari. No va ser confirmat en la llista definitiva que es va revelar el 5 de maig, entre els 23 jugadors per disputar la Copa Amèrica.
A causa de problemes personals, el jugador Luiz Gustavo va abandonar la concentració brasilera, per la qual cosa el 2 de juny va ser anomenat Walace en el seu lloc per jugar la Copa Amèrica.

#### Participacions en absoluta
| Competició             | Seu          | Resultat      | Partits | Gols |
| ---------------------- | ------------ | ------------- | ------- | ---- |
| Copa Amèrica Centenari | Estats Units | Fase de grups | 1       | 0    |

## Estadístiques
Actualitzat al 16 d'octubre de 2016.
| Grêmio · Brasil | 1a            | 2014          | 19 | 0 | 0  | 0 | 1  | 0 | - | - | 20  | 0 |
| Grêmio · Brasil | 1a            | 2015          | 34 | 0 | 8  | 0 | 8  | 0 | - | - | 50  | 0 |
| Grêmio · Brasil | 1a            | 2016          | 21 | 1 | 9  | 3 | 3  | 0 | 4 | 1 | 37  | 5 |
| Grêmio · Brasil | Total club    | Total club    | 74 | 1 | 17 | 3 | 12 | 0 | 4 | 1 | 107 | 5 |
| Total carrera | Total carrera | Total carrera | 74 | 1 | 17 | 3 | 12 | 0 | 4 | 1 | 107 | 5 |
| (1)Inclosos les dades de la Copa del Brasil (2014, 2015, Copa de Brasil 2016) (2)Inclosos les dades de la Copa Libertadores (2016) |               |               |    |   |    |   |    |   |   |   |     |   |

## Palmarès

### Títols internacionals
| Títol         | Equip                      | País   | Any  |
| ------------- | -------------------------- | ------ | ---- |
| Jocs Olímpics | Selecció sub-23 del Brasil | Brasil | 2016 |

### Distincions individuals
| Distinció                                             | Any  |
| ----------------------------------------------------- | ---- |
| Joves promeses de Brasil per a Passió Futbol (lloc 6) | 2016 |